# Flaux
Flaux – miejscowość i gmina we Francji, w regionie Oksytania, w departamencie Gard.
Według danych na rok 1990 gminę zamieszkiwało 239 osób, a gęstość zaludnienia wynosiła 22 osoby/km² (wśród 1545 gmin Langwedocji-Roussillon Flaux plasuje się na 676. miejscu pod względem liczby ludności, natomiast pod względem powierzchni na miejscu 706.).